# Операција Михаиловић
Операција Михаиловић је шифрован назив за завршну немачку антигерилску офанзиву у сламању Четничких одреда Југословенске војске на челу са пуковником Драгољубом Михаиловићем на простору Шумадије у окупираној Србији, од 4. до 9. децембра 1941. током Другог светског рата.

## Позадина
Крајем августа 1941. Јадарски четнички одред је ослободио Лозницу од Немаца чиме је отпочео устанак у Србији. Током септембра 1941. устанак је попримио масовне размере, четници и партизани су ослободили цело Подриње и Мачву, осим града Шапца. Крајем септембра и почетком октобра 1941. устанак се проширио на већи део Шумадије и долину Западне Мораве (Чачак, Краљево, Крушевац). Међутим, Немци су већ почетком октобра 1941. против четника кренули у офанзиву (Операција Мачва), наступом са севера 342. пешадијске дивизије из правац Срема (НДХ) према југу, до краја октобра повратила је од четника целу Мачву и средње Подриње, а разбијањем опсаде у Ваљеву и наступом исте дивизије источно од овог града Немци су избили према Равној гори, главном седишту устаника. Током октобра 1941. немачке снаге су извршиле у више места масовна стрељања грађана у знак одмазде за своје погинуле и рањене војнике у циљу застрашивања и смиривању побуне ликвидирали су око 10.000 српских цивила. Због ново насталих околности крајем октобра 1941. између устаника, партизана и четника, избија братоубилачки рат. Немци су привремено обуставили офанзиву чекајући да се устаничке снаге у међусобном сукобу истроше. Међутим, четници и партизани, потписују примирје 20. новембра 1941. и тиме обустављају непријатељства. То је био сигнал Немцима да од 25. до 30. новембра 1941. покрену нову офанзиву под шифрованим називом Операција Долина Западна Морава против четника и партизана. Пошто су успешним извођењем две своје офанзиве правцем реке Дрине и Западне Мораве затвориле обруч око Шумадије Немци одлучују да своје главне снаге усмере према Равној гори, где се налазио вођа устаника пуковник Драгољуб Михаиловић са својим штабом.

## Немачки план
Немачка војна команда Србија на челу са генералом Паул Бадером направила је план 3. децембра 1941. и издала наређење својим јединицама на терену у коме је наведено да је главни циљ уништење Михаиловићевих одреда и његовог штаба јужно од града Ваљева, које се треба постићи тоталним опкољавањем Равне горе и прецизно утврђеним планом ватре извршити чишћење терена површине 120 km². Немци су планирали да према Равној гори наступе из четири правца. Завршна офанзива у сламању српског устанка добила је кодни назив по презимену вође устаника, операција Михаиловић. Немачка војна команда Србије је одредила за ову војну операцију, 342. пешадијску дивизију, јединицу која је дала највећи допринос у борбама против четника и сламању устанка у протекла два месеце. Поред тога, у планираној офанзиви, код немачких снага је постојала психолошка предност, у чињеници да је њихова виша команда још пре 2 месеца издала наредбу да се за једног погинулог војника стреља 100 а за рањеног 50 српских цивила.

## Четнички план
Команда Четничких одреда Југословенске војске на челу са пуковником Драгољубом Михаиловићем имала је сазнања о концентрацији немачких снага која ће бити покренута у напад на Равну гору стога је направљен план који је предвидео растпољавање већег дела јединица на десетине, петине и тројке ради лакшег маневра и пробоја. Дража је имао у виду да се окупаторске јединице неће задржавати у неприступачним пределима дуже време тако ће се после проласка немачких снага четничке јединице поново окупити на истом терену. Такође, Дражин план из истих разлога није подразумевао фронтално супротстављање Немцима који је требало по њему да ударе у празан простор. Међутим, четници су пред сам почетак немачке офанзиве успели обавештајним путем преко, мајора Љубе Јовановића командира жандармеријске чете у Ваљеву, да пласирају дезинформацију Немцима да ће им се фронтално супротставити. Овим ратним лукавством су желели да повећају немачку обазривост и успоре њихово напредовање према Равној гори. Поред тога Дража је у плану предвидео посебан маневар за капетана Драгослава Рачића и његове снаге, које је требало да одвуку пажњу Немцима.

## Немачке снаге
У Србији под немачком окупацијом још пре почетка устанка Немци су држали три комплетне дивизије чије су команде биле смештене у Београду а док су батаљони из ових дивизија били размештени у бројним местима у унутрашњости. То су биле 704, 714, и 717 посадне (полицијске) дивизије. На почетку српског устанка Немци су 5. септембра 1941. из Солуна довели 125. пешадијски пук, али пошто је устанак до краја септембра попримио масовне размере Немци довлаче из Немачке 342. пешадијску дивизију 23. септембра 1941. Средином новембра 1941. Немци са источног фронта довлаче још једну јединицу, 113. пешадијску дивизију, која је тамо претрпела велике губитке и спала са 20.000 на 14.000 војника. Главна немачка јединица у разбијању српског устанка је била 342. пешадијској дивизији (20.000 војника) чији ће делови у јачини од 10.000 војника бити ударна снага, коју је одредила Немачка војна команде Србије у операцији Михаиловић.

## Четничке снаге
Команда Четничких одреда Југословенске војске се почетком децембра 1941. године налазила у селима подно Равне горе. Бројно стање саме Команде укључујући и њену пратећу јединицу, Горску краљеву гарду, под командом поручника Николе Калабића у то време је износило око 500 војника. Остале јединице су биле подељене на мање делове ради лакшег пробоја као што су Рибничка бригада под командом мајора Александра Мишића и Таковска бригада под командом поручника Звонимира Вучковића, бројно стање обе бригаде износило је око 300 војника. Најбројнија четничка јединица у то време је била Церска бригада под командом капетана I класе Драгослава Рачића која се тада налазила јужно од Ваљева и чије је бројно стање износило око 1.200 војника. У Команди код пуковника Драже се у то време налазио и шеф војне мисије британске СОЕ капетан Бил Хадсон.

## Офанзива
По наређењу Немачке војне команде Србије, 342. пешадијске дивизије ступили су у акцију 4. децембра 1941. године, у четири колоне према Равној гори. Прва борбена колона кренула је из Ваљева и наступила према селу Дивци а затим је 6. децембра 1941. избила према селу Струганик гонећи испред себе групу српских цивила као таоце. Пуковник Дража је још пре почетка немачке офанзиве наредио својим јединицама извлачење из области Равне горе. Међутим, код Драже у Команду у селу Бершићи, 5. децембра око подне стиже курир који му доноси вест да мајор Александар Мишић са делом своје јединицом у селу Струганик намерава да се фронтално супротстави Немцима. Пуковника Дража поверава Команду потпуковнику Драгославу Павловићу, која по раније утврђеном плану креће у пробој према Овчарско- кабларској клисури заједно са пратећом јединицом, Горском краљевом гардом, под командом поручника Николе Калабића. Дража са мајором Захаријом Остојићем и пет пратилаца, на коњима, упућује се код мајора Мишића у Струганик како би му лично наредио да обустави акцију. Друга немачка борбена колона је 4. децембра 1941. такође као и Прва кренула из Ваљева али другим правцем преко села Клинци наступила је ка селу Пауне и 6. децембра избија у село Рајковиће. Трећа немачка борбена колона је кренула 4. децембра из Чачка и преко Горње Горијевице у ноћи 5. и 6. децембра избија у село Дружетићи. Управо изнад овог села, Команда Четничких одреда, коју је Дража поверио потпуковнику Драгославу Павловићу, а код кога се налазио шеф британске војне мисије капетан Бил Хадсон, заједно са пратећом јединицом поручника Калабића изводи маневар и под заштитом мрака успевају да се извуку из немачког обруча. Потом је Трећа немачка колона током 6. децембра наступила ка селу Теочин и даље ка Брајићима. Четврта немачка борбена колона је кренула из Крагујевца 4. децембра и преко Горњег Милановца наступила ка Такову и Горњим Бањанима. Пуковник Дража стиже у село Струганик увече 5. децембра где налази мајора Мишића. Рано ујутру 6. децембра Прва немачка борбена колона преко Разбој брда под заштитом тенкова изненада продире у село Струганик гонећи испред себе већу групу цивила као живи штит. Немци су отворили ватру на четнике, који су заклон потражили у оближњој шуми. Да би заштитили пуковника Дражу, и сачували животе талаца, мајори, Александар Мишић и Иван Фрегл, са неколицином својих четника излазе пред немачке војнике, који их одмах заробљавају. Мајор Мишић се Немцима лажно представио да је Дража Михаиловић. Немци затечени овим признањем не слутећи превару привремено обустављају напад, а пуковник Дража и мајор Остојић заједно са осталим четницима се у међувремену безбедно извлаче из опкољене шуме. Немци су касније спровели мајоре, Мишића и Фрегла, у Ваљево где су их после мучења стрељали 17. децембра 1941. У ноћи 6. и 7. децембра заобилазећи немачке редове Дража стиже у Кадину Луку. Све четири немачке колоне се 7. децембра сусрећу на Равној гори ударивши у празан простор извршили су детаљно чишћење целог терена и после неколико сати силазе у оближња села и у знак одмазде их спаљују до темеља, а потом се у непрегледној колони упућују према Мионици где даље настављају потеру ка другим правцима. Дража наредног дана, 8. децембра, из Кадине Луке стиже у село Теочин подно Равне горе, коју су немачке снаге претходног дана детаљно претресле. Због појачаних активности немачких снага у ово време, јужно и источно од града Ваљева, капетан Драгослав Рачић по Дражином претходном наређењу о маневру, пребацује своју Церску бригаду са планине Медведник западно од Ваљева према Дрини, у Азбуковицу на планину Бобију.
Потом са Церском бригадом прелази преко реке Дрине у Источну Босну, 12. децембра 1941. године, где се придружује српским устаницима, који су од овог дела НДХ-а у борбама против усташа и Немаца у претходним месецима створили слободну територију, под командом мајора Јездимира Дангића. Немачке оружане снаге обустављају офанзиву 9. децембра 1941. и команда доноси завршни извештај у коме наводи да су током операције ликвидирана 12 официра и војника Драже Михаиловића, заробљено 482 мушкарца и 2 жене, заплењено 317 пушака, 21.000 метака, 3 аутомобила, 37 коња, 2 телеграфске централе, 1 краткоталасну радио-станици и др. Пошто нису успели да ликвидирају Дражин штаб, Немачка војна команда Србије, 9. децембра, преко радија, летака и плаката објављује потерницу за Дражом Михаиловићем у којој су му уценили главу на 200.000 динара, означили вођом одметника и оптужили за дизање устанка против немачких окупаторских снага који због свега тога на својој савести носи крв више хиљада Срба. У ратном дневном билтену Врховне команде Вермахта која се налазила у главном граду Трећег рајха, Берлину заведено је 10. децембра 1941. године следеће о операцији Михаиловић:
Завршена је акција чишћења западног дела долине Мораве од Михаиловићеве групе. Михаиловић је побегао са малим бројем својих присталица. Заробљен је начелник штаба мајор Мишић, са Штабом. Тиме је разбијена највећа група устаника на простору Србије. Михаиловићева глава, објавом Србима, уцењена је на 200.000 динара. Југозападно од Ваљева још се налазе остаци банде.
Немци су приметили да се одређени „остаци банде” налазе југозападно од Ваљева, а заправо се радило о Церској бригади капетана Рачића, која се претходних дана пребацила са планине Медведник у Азбуковицу са намером да пређе у Источну Босну на Дангићеву територију. Немци су стога претпоставили да се Дража налази са овим снагама, јер су тако и навели у потерници „налази се у бекству, по свој прилици у правцу Босне”. Међутим, Дража се тог 10. децембра налазио подно Равне горе, у селу Теочин, на исту ону територију где је био и пре почетка немачке офанзиве, демонстрирајући тиме своју герилску војну вештину и правећи забуну код Немаца који после Операције Михаиловић ипак нису знали у ком делу Србије се налази „вођа одметника”.
Немци су у Србији, закључно са операцијом Михаиловић, успешно угушили устанак, повратили сва насељена места под своју контролу, као и главне саобраћајне коридоре, али нису успели да униште покрет отпора пуковника Драже чију су организацију представљали мали оперативни официрски штабови смештени по планинским селима широм земље из којих су лако попуњавали своје редове млађим живљем спремним за борбу против окупатора. Немци су после слома устанка у Србији у наредним месецима сву своју пажњу, средства и војне снаге усмерили ка источном делу НДХ, чију су територију у ово доба, контролисали српски устаници под командом мајора Јездимира Дангића, против кога су већ у јануару 1942. године немачко-хрватске оружане снаге предузеле офанзиву. Пуковник Дража се до 21. децембра 1941. године налазио у селу Теочин, где су му се у међувремену придружили са Командом потпуковник Драгослав Павловић, мајор Мирко Лалатовић, поручници Никола Калабић и Звонимир Вучковић, радио-телеграфиста Слободан Ликић, као и британски СОЕ капетан Бил Хадсон. У ово доба, пуковнику Дражи стижу две вести, прва да је на предлог Југословенске владе генерала Душана Симовића, која се налазила у Лондону, у Уједињеном Краљевству, Указом од 19. децембра 1941. године, краљ Петар II унапредио у чин бригадног генерала, а друга много важнија за његов покрет отпора и Југословенску владу да су Сједињене Америчке Државе објавиле рат Јапану и Немачкој и њиховим савезницима.

## Шумски министар
Због све већих опасности од немачких потера у пределу Равне горе, бригадни генерал Дража Михаиловић се пребацио са Командом 22. децембра 1941. на планину Вујан у село Луњевица, а потом је 12. јануара 1942. нашао трајнији смештај у једном зимском вајату изнад села Јабланица. У ово доба, нови председник Југословенске владе, чланице антихитлеровске коалиције у Лондону, академик Слободан Јовановић, именовао је у својој влади Дражу за министра војске, ваздухопловства и морнарице, 11. јануара 1942. Краљ Петар II га је сходно томе на основу Указа, 19. јануара унапредио у чин дивизијског генерала. Овим чином, Четнички одреди Југословенске војске су постали легитимна и међународно призната оружана снага Краљевине Југославије од стране Савезника, јер су све чланице антихитлеровске коалиције имале успостављене дипломатске односе и акредитоване амбасадоре (В. Британија, СССР, Пољска, Француска, Грчка, Чехословачка и САД) код Југословенске владе чији је министар војни био Дража Михаиловић.

## Занимљивости
- Немци су заробљене мајоре, Александра Мишића и Ивана Фрегла, после операције Михаиловић спровели у Ваљево, у гестаповски затвор, сместивши их у одвојене ћелије и после вишедневног свирепог мучења због тога што нису одали информације о пуковнику Дражи стрељали 17. децембра 1941.[12] На предлог бригадног генерала Драже Михаиловића од 7. јануара 1942. Југословенска влада у Лондону је постхумно одликовала мајора Александра Ж. Мишића са Карађорђевом звездом III реда и мајора Ивана Фрегла са Карађорђевом звездом IV реда. До данас, овим родољубима није подигнуто спомен — обележје у општини Ваљево и Мионица.
- Током операције Михаиловић Немци су спалили више села подно Равне горе, у Шумадији. Највише су страдала села Струганик и Коштунићи јер се у њима поред платоа Равне горе још од маја 1941. налазила Дражина Команда која је подигла устанак против Немаца у Србији крајем лета 1941. Немци су током офанзиве у селу Струганик, 6. децембра 1941. спалили и до темеља уништили кућу почившег војводе Живојина Мишића, чије су вредне предмете претходно опљачкали.[12] У војводиној кући се током већег дела устанка налазила Дражина Команда у којој је заједно са војводиним сином, мајором Александром Мишићем и другим официрима, правио ратне планове против окупатора. Данас од ове куће постоје једва видљиви темељи, а налазе се поред потока, око 200 метара испод Спомен (родне) куће војводе Живојина Мишића.
- Немци су у потерници од 9. децембра 1941. године понудили новчану суму од 200.000 динара ономе ко ода Дражу Михаиловића. Ова понуда је превасходно била усмерена према српским сељацима јер су Немци знали да се Дража налази на њиховој територији. Године 1941. један пар добрих волова коштао је око 1000 динара. Немци су понудили српском сељаку новчану суму за коју је могао да купи 400 волова у случају да ода Дражу Михаиловића.
- Генерал Дража је почео да пушта браду тек после слома устанка у Србији и сазнања, да су окупаторским војницима током немачко-хрватске офанзиве у Источној Босни, јануара 1942, биле раздељене фотографије са његовим ликом.
- Дражина Команда је током јануара 1942. била смештена у једном вајату изнад села Јабланице, на обронцима и снегом завејане планине Вујан. Овде, преко радио-апарата, који је оспособио официр за везу капетан Јосип — Јоже Грбец, у вестима Радио Лондона (Би-Би-Си) Дража је сазнао да је постављен за министра војске, морнарице и ваздухопловства. Дража је својим официрима ову вест прокоментарисао у шаљивом духу:

Биће добро ако нам пошаљу лимузину да се више не мучимо пешке.
А, један од Дражиних пратилаца, у ведром расположењу, написао је угљеном на зиду вајата:Министарство војске, морнарице и ваздухопловства.